# Vùng của Tajikistan

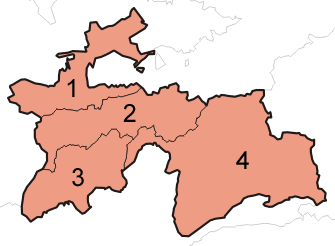

Tajikistan được chia thành một khu tự trị (tiếng Tajik: Вилояти мухтор, viloyati mukhtor; hai vùng (tiếng Tajik: вилоятҳо, viloyatho tiếng Ba Tư: ولایتها), số ít tiếng Tajik: вилоят, viloyatو tiếng Ba Tư: ولایت, tiếng Nga: oblast); Các huyện trực thuộc Cộng hoà; và thủ đô Dushanbe.
| Số | Tên                           | tiếng Tajik                                                               | ISO   | Thủ phủ      | Diện tích(km²) | Dân số (2000) | Dân số (2010) | Dân số (2014) |
| -- | ----------------------------- | ------------------------------------------------------------------------- | ----- | ------------ | -------------- | ------------- | ------------- | ------------- |
| 1  | Vùng Sughd                    | Вилояти Суғд Viloyati Sughd                                               | TJ-SU | Khujand      | 25.400         | 1.872.000     | 2.233.500     | 2.400.600     |
| 2  | Các huyện trực thuộc Cộng hoà | Ноҳияҳои тобеи ҷумҳурӣ Nohiyahoi tobei jumhurī                            | -     | Dushanbe     | 28.600         | 1.337.500     | 1.722.900     | 1.874.000     |
| 3  | Vùng Khatlon                  | Вилояти Хатлон Viloyati Khatlon                                           | TJ-KT | Qurghonteppa | 24.800         | 2.150.100     | 2.677.300     | 2.898.600     |
| 4  | Khu tự trị Gorno-Badakhshan1  | Вилояти Мухтори Кӯҳистони Бадахшон Viloyati Mukhtori Kūhistoni Badakhshon | TJ-GB | Khorugh      | 64.200         | 206.000       | 206.000       | 212.100       |
| –  | Dushanbe                      | Душанбе Dushanbe                                                          | –     | Dushanbe     | 124,6          | 561.900       | 724.800       | 778.500       |

1 Trực dịch theo tiếng Tajik là khu tự trị Kuhistoni Badakhshon, song tên gọi trong tiếng Nga được sử dụng phổ biến hơn.
Mỗi vùng được chia thành các huyện (nohiya or rayon), và được chia tiếp thành các jamoat (tên đầy đủ jamoati dehot), tiếp đến là các làng/khu dân cư (deha). Tajikistan có tổng cộng 58 huyện (không tính 4 huyện của thủ đô Dushanbe).